# 白晓云
白晓云（1973年6月16日—）是中国退役短跑运动员，精于400米赛跑。她是如今1600米接力赛跑的亚洲纪录保持者，时间为3分24.28秒，于1993年9月在北京与曹春英、安晓红和马玉芹一同获得。

## 成绩
| 年        | 賽事           | 舉辦城市  | 名次      | 項目      | 記錄      |
| 代表 中国 | 代表 中国      | 代表 中国 | 代表 中国 | 代表 中国 | 代表 中国 |
| --------- | -------------- | --------- | --------- | --------- | --------- |
| 1992      | 世界青年锦标赛 | 韩国汉城  | 第8名     | 400 m     | 54.30     |
| 1993      | 中国全运会     | 中国北京  | 第6名     | 400 m     | 52.07     |
| 1993      | 中国全运会     | 中国北京  | 第1名     | 4 x 400 m | 3:24.28   |

## 外部連結
- 白晓云在的頁面